# メロスネット
メロスネットは、民主党のグループ。

## 概要

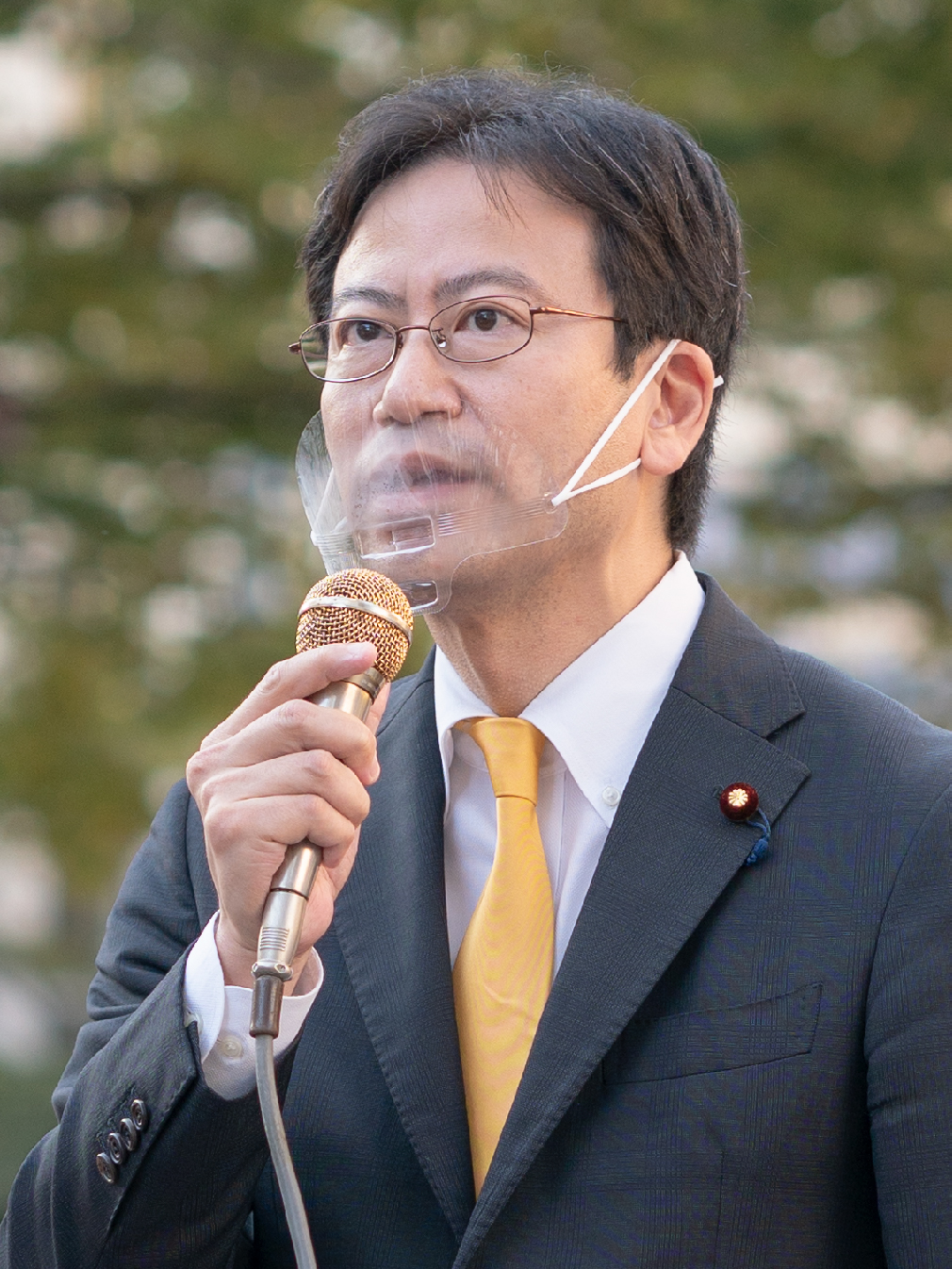
世話人の城井崇。

津島恭一、城井崇ら若手国会議員約40人により2011年6月上旬に結成された。グループ名は津島の叔祖父に当たる太宰治の小説「走れメロス」に由来する。2011年民主党代表選挙においては、候補者らを次々と招いて意見交換をし、候補者を選考するなど、若手議員のグループとして独自の動きを見せた。
菅おろしの動きの中において、6月2日の内閣不信任決議案採決で欠席を模索した小沢グループ出身議員が中心である。津島と城井は8月19日のBSフジLIVE プライムニュースに出演し、菅直人内閣総理大臣退陣後の党内融和を主張して賛同者55名を得たこと、若手議員の間の情報交換の場としていきたいこと、ねじれ国会や東日本大震災という状況における与野党間の協力の形は大連立だけではないことなどを述べた。

## 所属していたとされる国会議員一覧

### 役員
| 世話人代表 | 世話人 |
| ---------- | ------ |
| 津島恭一   | 城井崇 |

### 衆議院議員
立憲民主党
- 岡本充功[注 1]（6回、愛知9区）
- 城井崇[注 1]（5回、福岡10区）
- 稲富修二[注 1]（4回、福岡2区）

### 参議院議員
無所属
- 永江孝子（2回・衆院1回、愛媛県）

### 元衆議院議員
民主党→民進党
- 神風英男（3回、埼玉4区）
- 津川祥吾（3回、静岡2区）
- 仲野博子（3回、比例北海道・北海道7区）
- 和田隆志（3回、広島7区）
- 中野譲（2回、埼玉14区）
- 橋本清仁（2回、宮城3区）
- 浜本宏（1回、比例近畿）
- 室井秀子（1回、比例近畿）
- 森岡洋一郎（1回、埼玉13区）

希望の党
- 田村謙治（3回、静岡4区）
- 松本大輔[注 2]（3回、広島2区）

国民民主党
- 野木実（1回、比例北関東）
- 井戸正枝[注 3]（1回、兵庫1区）

立憲民主党
- 吉田泉[注 4]（5回、比例東北・福島5区）
- 村井宗明（3回、富山1区）
- 神山洋介[注 5]（2回、比例南関東・神奈川17区）
- 黒田雄[注 6]（1回、千葉2区）

日本維新の会
- 山田良司（1回、比例東海）

自由民主党
- 花咲宏基（1回、比例中国・岡山5区）

無所属・その他
- 田島一成[注 7]（4回、比例近畿・滋賀2区）
- 高井美穂（3回、徳島2区）
- 津島恭一（3回、比例東北・青森4区）
- 古賀敬章[注 8]（2回、福岡4区）
- 三谷光男（2回、広島5区）
- 村越祐民（2回、千葉5区）
- 森本哲生（2回、三重4区）
- 若泉征三（2回、比例北陸信越）
- 岡田康裕（1回、兵庫10区）
- 河上満栄（1回、比例近畿）
- 坂口岳洋（1回、山梨2区）
- 柴橋正直（1回、岐阜1区）
- 平智之（1回、京都1区）
- 田中美絵子[注 9]（1回、比例北陸信越・石川2区）
- 中野渡詔子[注 10]（1回、比例東北・青森2区）
- 橋本博明（1回、広島3区）
- 福嶋健一郎（1回、熊本2区）